# Куно I фон Мюнценберг
Куно I фон Мюнценберг (на немски: Kuno I von Munzenberg; * пр. 1151; † 1207) е господар на Мюнценберг, основател на фамилията Хаген-Мюнценберг. Той е водещ имперски министериал на императорите и кралете от династията Хоенщауфен.
Той е син на Конрад II фон Хаген-Арнсбург († 1152/1166), който получава Мюнценберг, и съпругата му Лукард (Луитгард) фон Бикенбах († сл. 1152), дъщеря на Конрад I фон Бикенбах († сл. 1137) и Майнлиндис фон Катценелнбоген († сл. 1156), дъщеря на граф Хайнрих I фон Катценелнбоген († сл. 1102). Внук е на Конрад I фон Хаген († сл. 1152). Брат е на Еберхард Варо фон Хаген († сл. 1219).
Куно служи при император Хайнрих VI от династията Хоенщауфен. Той строи преди 1156 г. замък и от ок. 1165 г. се нарича на замъка фон Мюнценберг. Той подарява през 1174 г. замък Арнсбург на цистерцианките.
От 1162 г. Куно е имперски кемерер. През 1180-те години той често е споменаван в документите на император Фридрих I Барбароса и придружава години на ред син му Хайнрих VI в пътуванията му в империята и при преговорите между Хайнрих VI и Хайнрих Лъв. При конфликта за трона той помага на Филип Швабски, братът на император Хайнрих VI. През началото на 1199 г. Куно унищожава в Хесен собствености на ландграф Херман I фон Тюрингия, един противник на Филип Швабски. През май 1199 г. Куно е на дворцовия събор на Филип в Шпайер и през есента се бие отново с враговете на Филип в територията на Среден Рейн.

## Фамилия
Куно се жени за Луитгард († сл. 1198) или за Ловегарда фон Нюринген († сл. 1174), дъщеря на Герхард фон Нида-Нюрингс и Уделхилт фон Арнщайн и има децата:
- Руперт фон Мюнценберг († сл. 1193)
- Куно II фон Мюнценберг († сл. 1223), женен за Елизабет фон Хоенберг († сл. 1225)
- Улрих I фон Мюнценберг (* 1170; † 27 февруари 1240), господар на Мюнценберг, женен сл. 25 февруари 1225 г. за Аделхайд фон Цигенхайн († 1226)
- дъщеря († сл. 1209), омъжена за Херман фон Щекелберг
- Кунигунда фон Мюнценберг († 1244), омъжена за Конрад Шенк фон Клингенберг († 1244)